# Gisèle d'Estoc
Marie-Paule Alice Courbe, nota anche con lo pseudonimo di G. d'Estoc o Gisèle d'Estoc (Nancy, 27 marzo 1845 – Nizza, 8 maggio 1894), è stata una scrittrice, giornalista, pittrice e scultrice francese.
Era nota anche per essere una femminista, una duellista e una persona che praticava il travestitismo.

## Biografia

### Primi anni
Era la figlia di Jean-Pierre Courbe, un fabbro, e di Anne Marthe Mienville. Marie-Paule Courbe studiò la scultura presso Joseph Kremer. Nel 1866, strinse un'amicizia molto forte con un'altra artista, Marie-Edmée Pau. Le due giovani donne si sentivano limitate nella loro identità sessuale e si unirono al culto di Giovanna d'Arco, che loro ritenevano "l'ideale androgino". Marie-Paule Courbe iniziò a esporre con successo nei saloni lorenesi nel 1867.

### Carriera da scultrice
Alla fine del secondo Impero, ella si trasferì a Parigi, dove le sue sculture furono ammesse al Salone dal 1869 al 1889. Dopo il suo breve matrimonio avvenuto il 22 settembre 1875 con Paul Joseph Parent-Desbarres (1836-1875), un industriale e figlio di un libraio-editore, ella condusse una vita privata tumultuosa, concedendosi le stesse libertà che allora erano permesse agli uomini: nel 1881, iniziò una relazione Guy de Maupassant, poi con Marguerite Eymery, detta Rachilde, una letterata nonché travestitista come lei, che in seguito criticò in un panflè - con il nome di Raclife - ne La vierge réclame, che firmò G. d'Estoc.
Secondo alcune fonti, avrebbe posato per il dipinto Bara del pittore Jean-Jacques Henner, esposto nel 1882, ma secondo un curatore del museo Henner di Parigi per quell'opera avrebbero fatto da modelli "due giovani italiani".

### Carriera letteraria
Negli anni 1880, ella iniziò la sua carriera letteraria, pubblicando dei racconti e delle cronache nelle riviste Le Petit nancéien, Nancy artiste, La Dépêche de Nancy e L'Estafette con lo pseudonimo di Gysèle o con il suo cognome da sposata, P. Desbarres. I suoi temi preferiti erano la giustizia e la verità: "Fiat Lux, fiat justicia" era il motto della sua Revue caudine di breve durata (1887). Questi valori avrebbero formato la base della sua attività femminista.

### Attività femminista
Nel 1890, aderì con lo pseudonimo di G. d'Estoc alla Lega per l'emancipazione femminile, appena fondata da Marie-Rose Astié de Valsayre. Con una volontà di neutralizzazione, la "G" maiuscola rendeva il suo nome epiceno, mentre il cognome evocava la sua attività schermistica. G. d'Estoc contribuì alla stesura degli statuti della Lega, il cui obiettivo era "combattere tutte le ingiustizie che la donna subisce nella società". Nel mese di settembre, sgridò la giornalista Séverine che aveva chiesto al suo compagno di battersi a duello al posto suo: una donna doveva essere capace di difendere il suo onore da sola. Poco dopo, fece un intervento sul tema della letterata che portò alla votazione della risoluzione seguente: "alla parità di competenze corrisponde un salario uguale". Ma la sua carriera finì presto: ammalatasi, si ritirò a Nizza con il suo ultimo compagno Léo d'Arkaï (alias Louis-Joseph Pillard). Ciononostante, Astié de Valsayre continuò a utilizzare il nome di G. d'Estoc che si ritrova in una lista di candidati alle elezioni legislative del 1893, e nel gruppo delle schermitrici, che cercava di servire "la causa femminile" attraverso la spada.

## Eredità storico-culturale
Nel 1928, lo scrittore Pierre Borel acquistò da Pillard d'Arkaï i documenti personali di Marie-Paule Courbe e, nel scrivere la sua biografia su questa figura, mescolò i documenti veri con delle lettere apocrife, inventate da lui di sana pianta. Fu lui a dare alla donna, che definì una "pazza per la sessualità [...] egoista, ardente e volubile", lo pseudonimo di "Gisèle d'Estoc", che lei non usò mai, ma con il quale ormai è nota. In seguito gli artifici di Borel hanno contaminato la storia letteraria, anche dopo che si è scoperto che egli si è inventato di tutto. La statunitense Melanie Hawthorne ha smontato metodicamente la tradizione misogina nata dai suoi scritti, mentre Gilles Picq, il primo ad aver identificato Gisèle d'Estoc con Marie-Paule Courbe, scrisse la sua biografia e pubblicò i suoi scritti nella stampa nanceiese.
Se G. d'Estoc ebbe un ruolo minore nel movimento femminista, fu lei che ispirò la giovane Madeleine Pelletier, che vide di sfuggita durante una riunione della Lega per l'emancipazione femminile, una "via luminosa per l'emancipazione": quella del travestitismo, fondamento essenziale del "femminismo integrale".

## Pubblicazioni
- G. d’Estoc, La Vierge réclame, primo volume di un'ipotetica serie «Les Gloires malsaines», illustrazioni di Fernand Fau, Paris Librairie Richelieu, 1887.
- Gyz-El, Noir sur blanc, récits lorrains, Nancy, A. Voirin, 1887.
- La Revue Caudine, pubblicazione letteraria nanceiese, Paris, 1887. Direttrice: Madame Paule P. Desbarres.
- G.J. d'Estoc, Psychologie de Jeanne d'Arc..., Paris, J. Strauss, 1891.